# 隠岐造

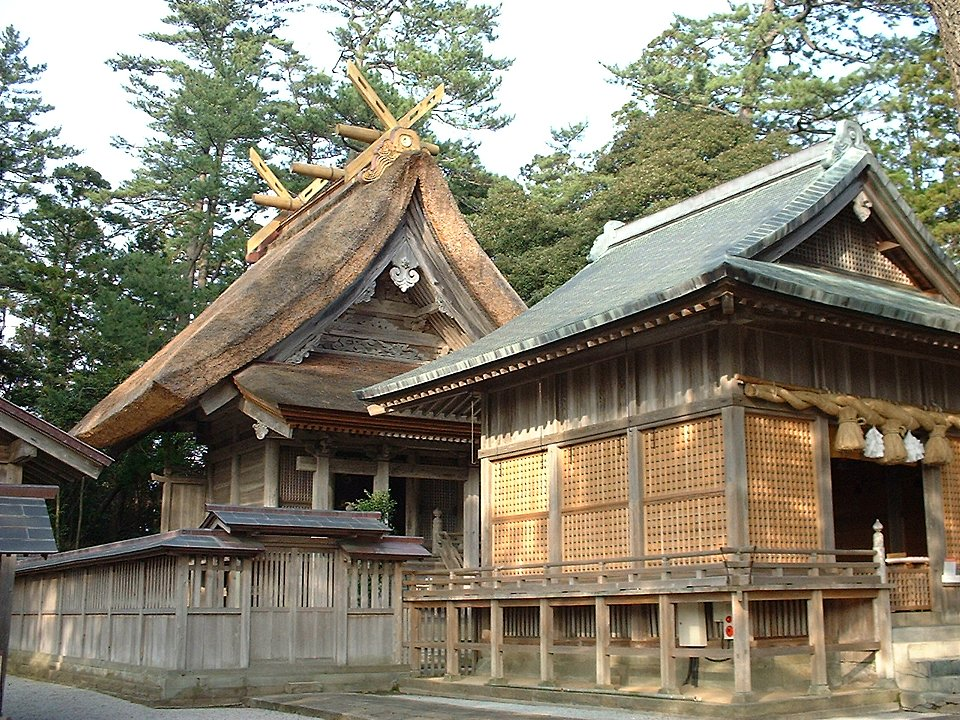
水若酢神社本殿

隠岐造（おきづくり）は隠岐諸島に分布する神社建築様式の一つ。

## 概要
切妻造妻入の身舎正面に前庇（向拝）を接続する形式である。2016年現在で隠岐諸島に分布する神社100社のうち過半数を占める53社が隠岐造の社殿をもつ。大社造、大鳥造から春日造が成立する過程に位置付けるものとして設定された様式名だが、1990年代以降上記のような単純な発展様態は成り立たなくなっている。
なお、民家の建築様式としても「隠岐造」が設定されている（→#民家の隠岐造）。

## 構造
早くから大社造との類似が指摘されており、川上貢は美保神社などにみられる美保造、物部神社と城上神社にみられる隅木入春日造と並んで大社造の変形として分類している。

### 屋根
隠岐造の用語を提唱した藤島亥治郎は、切妻造妻入の屋根に向拝が付く点、間口3間、桁行2間の平面プランをもつ点などを挙げて隠岐造の特徴としている。しかし平面プランは上記のものに限定されないことから、「切妻造妻入に向拝が付き、向拝屋根と身舎屋根は一体とならない」などと屋根の形態のみによって定義されるようになった。屋根の形式は出雲大社本殿を祖形にしたものとされるが、一間社に限って春日造の変形とする説もある。
屋根材は、大型のものでは身舎屋根を茅葺、向拝を杉皮葺とする。一間社は身舎屋根、向拝ともに杉皮葺または目板葺とするのが当初の形態と考えられるが、すでにほとんどは銅板葺または鉄板葺に変えられている。

### 平面形態
上述のとおり、隠岐造が設定された当初は屋根の形態に加えて三間社であることも隠岐造の特徴とされていたが、実際には三間社ばかりではなく、むしろそのほとんどが一間社である。標準形は三間社、一間社ともに横長平面である。
三間社
流造を土台にして生まれたとする説がある。
一間社
春日造が簡略化したとする説と流造が変容したとする説がある。なお、一間社隠岐造は隠岐独自の形式ではなく、このことから「隠岐造」という用語が批判されたこともある。

### その他
向拝の取り付き方で細分される。水若酢神社の寛政度造営で組物を省略した形式が採用され、組物を用いずに二重の桁で軒を支持するこの形式が島後の6社に普及している。
他地方の切妻造妻入本殿の縁は4方に巡るものがほとんどである一方で、隠岐造の縁は3方に付く。
また、組物が多様であるのも隠岐地方の特色とされる。

## 歴史
かつては大社造から大鳥造を経て春日造が成立する過程の中に、大鳥造と春日造の中間に位置する様式として位置付けられていたが、下記のとおり近世以降に創造された様式とされるようになっている。
17世紀中葉、出雲大社の寛文度造営において松江藩主導のもと神仏分離と社殿様式の復古が施行された直後、延宝年間に玉若酢命神社・水若酢神社両社で境内社殿の全面建て替えがおこなわれる。この両社の造営は17世紀前半以来、藩主導で実施されていたとみられ、延宝度造営において出雲大社と同様に復古的な建築形式が松江藩の意図によって採用された可能性がある。
しかし17世紀後半以降の造営において藩の関与が小さくなると、水若酢神社では資金集めに関して「過酷な」状況に置かれることとなり、現存本殿の造営である寛政度造営において以前のものを省略した社殿形式を新たに採用することとなった。この際、屋根を以前の「四方屋根」から変更したとの記録があり、寛政度造営以前には隠岐造の屋根でなかった。
一方の玉若酢命神社についても、転用材の検討から前身の本殿は隠岐造とは考えにくく、平面形態からも流造であったと考えるのが自然であるとされる。
現存する社殿としては、18世紀中葉のものが最も古い。

## 隠岐造の神社
三間社は(後藤他 2002, pp. 78–79)に記載されているものすべてを、一間社は(真壁&黒田 2016, p. 544)に記載されているもののうち「島根県の神社一覧」に掲載される（掲載基準に該当する）ものを列挙する。
三間社
- 玉若酢命神社 - 寛政5年（1793年）（重要文化財）
- 水若酢神社 - 寛政7年（1795年）（重要文化財）
- 伊勢命神社 - 天保12年（1841年）（隠岐の島町指定有形文化財）
- 一之森神社 - 明治10年（1877年）
- 宇受賀命神社 - 大正6年（1917年）（海士町指定有形文化財）

一間社
- 宮田神社
- 御倉神社
- 北野神社
- 天佐志比古命神社
- 西村神社 - 昭和5年（1930年）
- 高田神社 - 文化3年（1806年）（隠岐の島町指定有形文化財）
- 白鳥神社 - （隠岐の島町指定有形文化財）
- 賀茂那備神社 - （隠岐の島町指定有形文化財）
- 山田神社
- 白山神社
- 春日神社
- 平神社
- 物忌神社
- 御碕神社

## 民家の隠岐造
「隠岐造」という用語は民家の建築様式にも用いられている。その最大の特徴は入口を多く有することで、間取りとしては鍵座敷であることと特異な広間型であることが特徴に挙げられる。構造的には、土間と座敷の境に正面から背面まで通し材の差物を用い、差物の下には平鴨居を取り付ける。土間と床組みも特徴的である。屋根は元来茅葺か杉皮葺であったが、杉皮葺はトタン葺や瓦葺に取って代わられ現存しない。
前述のとおり神社の隠岐造が近世以前に遡らないと考えられる一方で、民家の隠岐造は遅くとも近世初頭にまで遡るのは確実とされる。佐々木家住宅と億岐家住宅が重要文化財に、都万目の民家が島根県指定有形民俗文化財にそれぞれ指定されている。